# R·J·P·威廉斯
羅伯特·約瑟夫·帕頓·「鮑伯」·威廉斯（英語：Robert Joseph Paton Williams，笔名R·J. P. Williams，1926年2月25日—2015年3月21日）是一位英国化学家，牛津大学瓦德漢學院榮譽退休教授，主要科普作品有《进化的命运：环境和生命共同进化的化学》（Evolution’s Destiny: Co-evolving Chemistry of the Environment and Life，与R·E·M·里卡比合著）等。